# Trachys auricollis
Trachys auricollis es una especie de escarabajo del género Trachys, familia Buprestidae. Fue descrita científicamente por Saunders en 1873.
Se distribuye por Japón. Mide 4,4 milímetros de longitud.